# Накагава (Фукуока)
Накагава (яп. 那珂川市 Накагава-си) — посёлок в Японии, находящийся в уезде Тикуси префектуры Фукуока. Площадь посёлка составляет 74,99 км², население — 49 889 человек (1 августа 2014), плотность населения — 665,28 чел./км².

## Географическое положение
Посёлок расположен на острове Кюсю в префектуре Фукуока региона Кюсю. С ним граничат города Фукуока, Касуга, Онодзё, Тикусино, Тосу и посёлки Йосиногари, Мияки.

## Население
Население посёлка составляет 49 889 человек (1 августа 2014), а плотность — 665,28 чел./км². Изменение численности населения с 1980 по 2005 годы:
| 1980 | 24 840 чел. |  |
| 1985 | 30 869 чел. |  |
| 1990 | 36 576 чел. |  |
| 1995 | 42 345 чел. |  |
| 2000 | 45 548 чел. |  |
| 2005 | 46 972 чел. |  |

## Символика
Деревом посёлка считается восковница красная, цветком — Hymenanthes, птицей — обыкновенный зимородок.